# Újtátrafüred
Újtátrafüred (szlovákul: Nový Smokovec) üdülőtelepülés, Magastátra város része Szlovákiában, az Eperjesi kerület Poprádi járásában. Mintegy 700 lakosa van.

## Fekvése
A Magas-Tátrában, Ótátrafüredtől nyugatra fekszik.

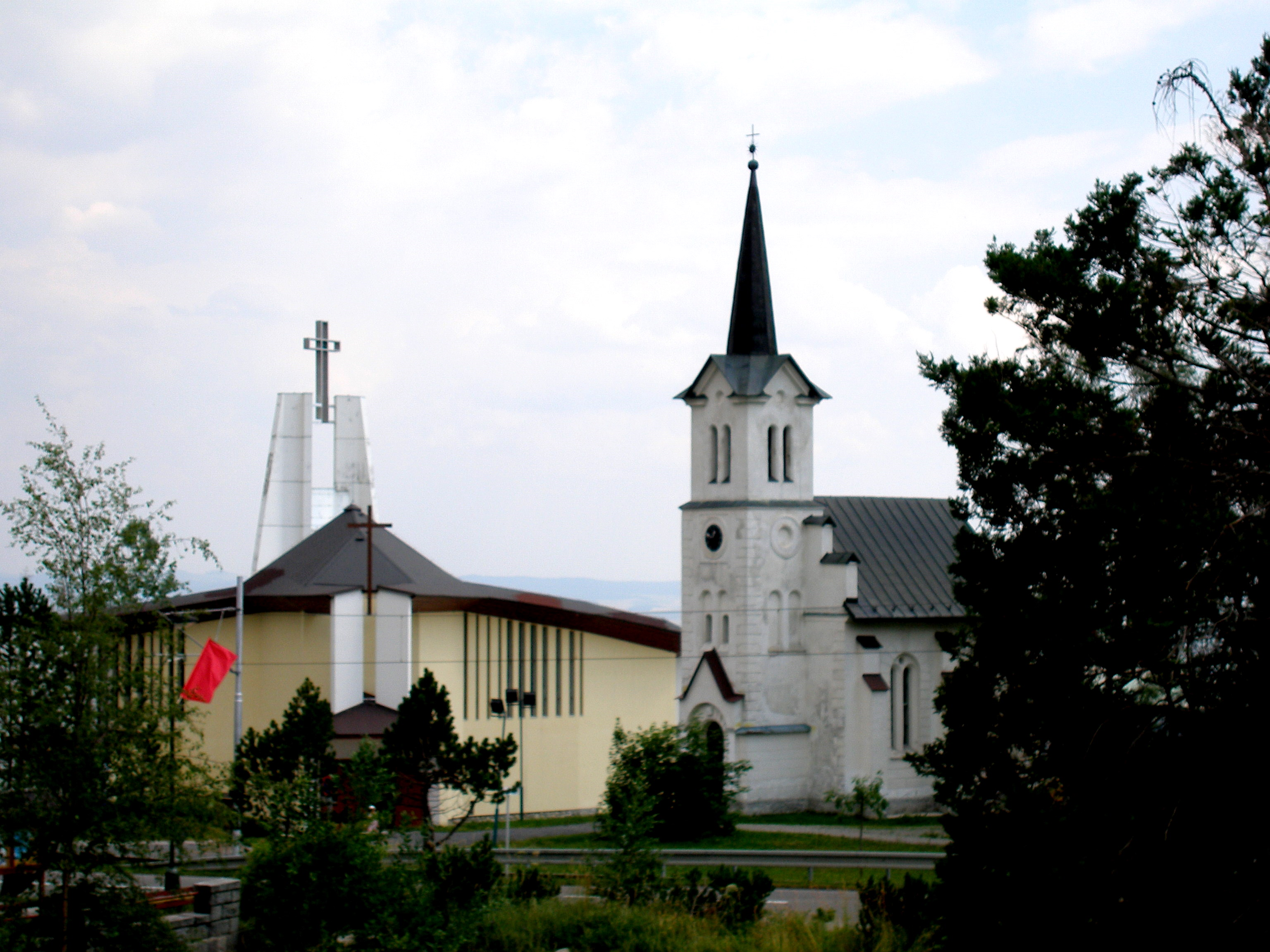
Újtátrafüred temploma

## Nevének eredete
Neve az ószláv smok (= kígyó, sárkány, manó) főnévből származik.

## Története
A település helyén a La Tène-kultúra idejéből kohót találtak.
A mai település alapját a dr. Szontágh Miklós által 1876-ban építtetett magashegységi szanatórium vetette meg, mely körül fokozatosan épült ki a település. Az újtátrafüredi szanatórium volt az első magyar tüdőgyógyintézet és az első télen is működő magaslati gyógyintézet. 1914-ben a Szontágh-villát is szanatóriummá alakították át. A Palace-Szontagh szanatórium főszakácsa Csáky Sándor magyar szakácsművész volt (1904-1929). 1920-ig Szepes vármegye Szepesszombati járásához tartozott. A trianoni diktátumot követően a terület Csehszlovákiához került.
1925-ben TBC-szanatórium is épült. Később további szállodák épültek. 1933-ban épült fel a Palace gyógyintézet. 1947-ig Nagyszalókhoz tartozott, akkor Ótátrafüredhez csatolták. 1958-ban nyugati részén épült meg a Szikraház lakótelep. Az 1970-es sívilágbajnokságra több szálloda is épült. 1999 óta pedig Magastátra város része. Lakossága főleg a tátrai idegenforgalomból él.

## Nevezetességei
A szanatórium épülete 1876-ban épült.